# پریس (کالیفرنیا)
پریس (به انگلیسی: Perris) شهری در شهرستان ریورساید، کالیفرنیا ایالت کالیفرنیا است که در سرشماری سال ۲۰۱۰ میلادی، ۶۸۳۸۶ نفر جمعیت داشته است.